# Bund Evangelisch-Freikirchlicher Gemeinden
Der Bund Evangelisch-Freikirchlicher Gemeinden in Deutschland (BEFG) ist eine Vereinigung von autonomen Ortsgemeinden verschiedener freikirchlicher Traditionen. In diesem Bund haben sich 1942 der Bund der Baptistengemeinden, der Bund freikirchlicher Christen aus der Tradition der Brüderbewegung sowie die pfingstlichen Elim-Gemeinden zusammengeschlossen. Die einzelnen Gemeinden bezeichnen sich in den meisten Fällen als Evangelisch-Freikirchliche Gemeinden, teilweise mit einem Klammerzusatz, zum Beispiel als „Evangelisch-Freikirchliche Gemeinde (Baptisten) [Ortsangabe]“.
Neben den im BEFG organisierten Baptistengemeinden gibt es weitere Baptistenunionen sowie nicht in Bünden organisierte Baptistengemeinden in Deutschland.

## Verbreitung

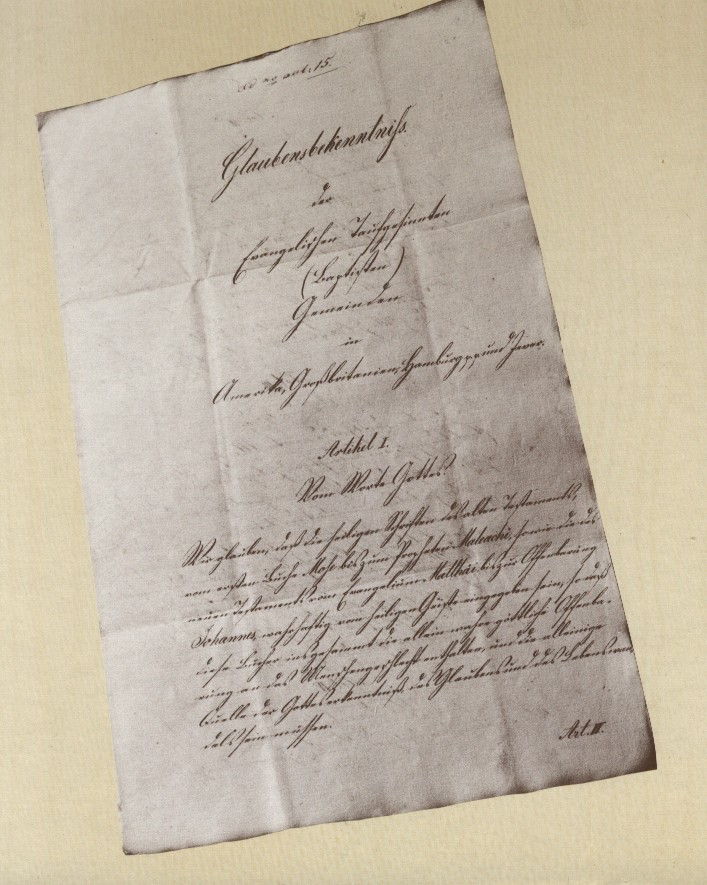
Titelseite des von Johann Ludwig Hinrichs 1840 abgefassten „Glaubensbekenntniß der Evangelischen Taufgesinnten (Baptisten) Gemeinden in Amerika, Großbritanien, Hamburg pp und Jever“

Zum Bund gehören in Deutschland etwa 72.000 getaufte Mitglieder in 767 Gemeinden; davon gehören rund 9.000 zu den 127 Mitgliedsgemeinden der Arbeitsgemeinschaft der Brüdergemeinden innerhalb des Bundes.
Der BEFG ist einer der 48 Bünde der Europäischen Baptistischen Föderation (EBF) in Europa sowie Vorder- und Zentralasien mit knapp 900.000 getauften Mitgliedern sowie einer der 210 Bünde der Baptist World Alliance (BWA) mit insgesamt 34 Millionen Mitgliedern.
Neben den Baptisten im BEFG gibt es in Deutschland weitere Baptistenbünde, die wie die Evangeliumschristen-Baptisten von ihrem Ursprung her in Aussiedlerkreisen beheimatet sind, sowie unabhängige Baptisten wie zum Beispiel die Bibel-Baptisten oder die Reformierten Baptisten. Auch die International Baptist Convention, ein weltweiter Bund englischsprachiger Baptistengemeinden, ist in Deutschland an vielen Orten vertreten. Er pflegt allerdings im Gegensatz zu den Aussiedler- und freien Baptistengemeinden engen Kontakt zum BEFG sowie zur EBF und zum Baptistischen Weltbund.

## Geschichte
Der Bund Evangelisch-Freikirchlicher Gemeinden wurde 1942 gegründet. Der Druck des NS-Staates spielte bei diesem Zusammenschluss eine nicht unerhebliche Rolle. 

### Wurzeln

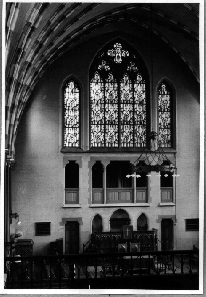
Innenaufnahme der ersten deutschen Baptistenkirche in Hamburg, Böhmkenstraße (im Zweiten Weltkrieg bei einem Bombenangriff zerstört)

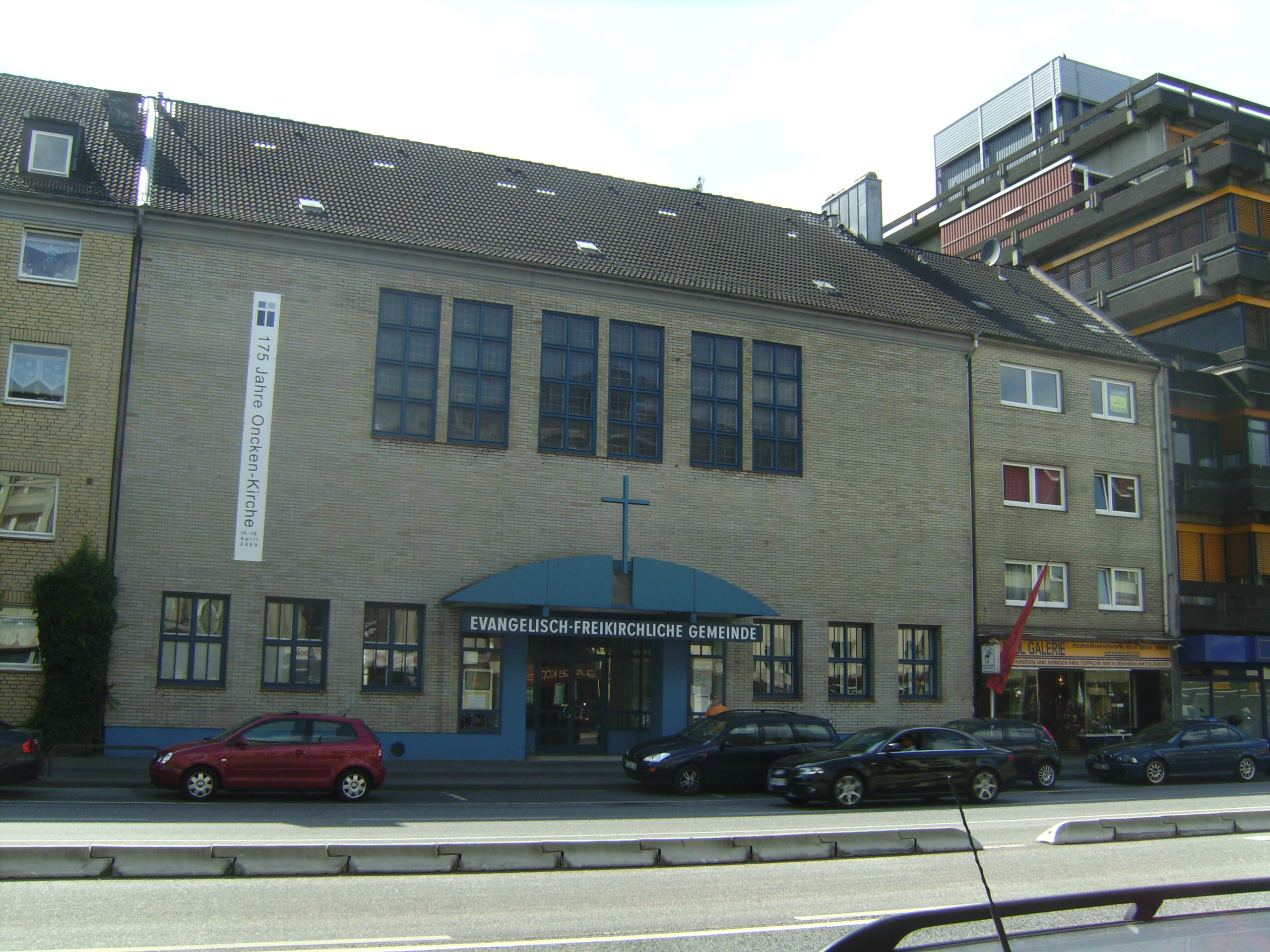
Heutige Kirche der ältesten deutschen Baptistengemeinde, jetzt im Hamburger Grindelviertel

Im BEFG verbanden sich Gemeinden aus drei unterschiedlichen freikirchlichen Traditionssträngen:

#### Baptisten
Das offizielle Gründungsjahr der Baptistengemeinden ist 1834. Der Begründer der deutschen Baptistengemeinden Johann Gerhard Oncken wurde mit sechs weiteren Täuflingen in der Elbe bei Hamburg-Kirchwerder durch den amerikanischen Baptistenpastor Barnas Sears getauft. Diese sieben Getauften bildeten die erste deutsche Baptistengemeinde, welche zur Keimzelle des späteren Bundes der Baptistengemeinden wurde.

#### Brüderbewegung
Die Brüdergemeinden entstanden Anfang der 1850er Jahre im Wuppertaler Raum. Führende Gründungsväter der Brüderbewegung waren Carl Brockhaus und Julius Anton von Poseck. Ein weiterer Zweig der Brüderbewegung, die sogenannten Offenen Brüder, entstand in Deutschland unter dem Einfluss von Reisepredigern aus England wie Georg Müller, Friedrich Wilhelm Baedeker und Edmund Hamer Broadbent. Müller gründete bereits 1843 eine Gemeinde in Stuttgart, aber eine größere Ausbreitung dieser Richtung, zu der u. a. auch das Forum Wiedenest gehört, fand erst 50 Jahre später statt. Führende Persönlichkeiten dieser Gruppe waren später u. a. Johannes Warns und Erich Sauer. 1937 schlossen sich unter dem Druck des nationalsozialistischen Staates der überwiegende Teil der beiden Richtungen zum Bund freikirchlicher Christen (BfC) zusammen. Dieser wiederum vereinigte sich 1941/42 mit den Baptisten.

#### Elimbewegung
Die pfingstlich orientierten Elim-Gemeinden, die schon 1938 aufgrund ihrer Probleme mit dem Staat dem Bund der Baptisten beitraten, waren 1926 in Hamburg entstanden. Ihr Gründungsvater ist der Evangelist Heinrich Vietheer (1883–1968). Heute gehören nur noch sechs Elim-Gemeinden zum BEFG, zwei im Westen, vier im Osten; die anderen haben sich im Westen nach dem Krieg bzw. im Osten nach der deutschen Wiedervereinigung größtenteils dem Bund Freikirchlicher Pfingstgemeinden angeschlossen.

### Die Zeit des Dritten Reiches
Die Verantwortlichen der Freikirche waren während des Dritten Reiches bestrebt, Erreichtes nicht zu gefährden und missionarisch aktiv bleiben zu können. Dafür wurden Kompromisse bei dem Prinzip der völligen Unabhängigkeit eingegangen. In zunehmendem Maße wurde das Prinzip preisgegeben und zwischen 1933 und 1936 durch das Führerprinzip ersetzt.
Während des Dritten Reiches zählte man bis zu 120.000 Mitglieder. Spätestens seit 1936 hatten alle Denominationen den generell antichristlichen Kurs der NS-Religionspolitik zu spüren bekommen. Gegenüber dem Kirchenkampf verhielt man sich neutral oder desolidarisierte sich öffentlich von der Bekennenden Kirche, zum Beispiel auf der Weltkirchenkonferenz 1937 in Oxford.
Unter dem Druck der Verhältnisse schloss sich der Bund der Baptistengemeinden 1942 mit den um ihre Existenz kämpfenden Brüdergemeinden zusammen. Aus dieser Zeit datiert auch ein vom BEFG herausgegebenes Liederbuch Gemeindelieder für gemeinsame Andachten und Mahlfeiern von Baptisten und Brüdern. Der gemeinsame Bund erhielt den offiziellen, noch heute gültigen Namen Bund Evangelisch-Freikirchlicher Gemeinden in Deutschland K.d.ö.R.
Fünfzig Jahre danach erklärte der deutsche Bund auf dem Kongress der Europäischen Baptistischen Föderation 1984 in Hamburg in einem Wort zur NS-Zeit: „Wir haben uns nicht öffentlich mit dem Kampf und Leiden der Bekennenden Kirche verbunden und ebenso versäumt, eindeutig den Verletzungen göttlicher Gebote und Ordnungen zu widerstehen. Es beugt uns, dass wir als deutscher Bund der ideologischen Verführung jener Zeit oft erlegen sind und nicht größeren Mut zum Bekenntnis für Wahrheit und Gerechtigkeit bewiesen haben.“

## Lehre

### Grundlegende Anschauungen
- Für Lehre, Glauben und Leben ist die Bibel alleinige Richtschnur.
- Die Gemeinde Jesu ist eine Schöpfung des Wortes Gottes. Die Verkündigung weckt, stärkt und korrigiert den Glauben des einzelnen Menschen und verlangt nach dessen Antwort. Die Verkündigung des Evangeliums ist die Voraussetzung dafür, dass ein Mensch zum Glauben kommt. Wer zum Glauben an Jesus Christus gekommen ist, wird eingeladen, sich aufgrund seines persönlichen Bekenntnisses taufen zu lassen.
- Die örtliche Gemeinde der Glaubenden „verwaltet“ das Wort und die von Jesus Christus eingesetzten Zeichen Taufe und Abendmahl. Sie delegiert diese Aufgabe an einzelne Gemeindemitglieder.
- Wie alle Baptisten sehen die Evangelisch-Freikirchlichen Gemeinden in der Evangelisation die vordringlichste Aufgabe sowohl des einzelnen Gemeindemitglieds – Johann Gerhard Oncken: „Jeder Baptist ein Missionar!“ – als auch der Gemeinde und ihrer regionalen und nationalen Zusammenschlüsse.
- Gemeinsam mit den anderen Baptisten treten sie weltweit für Glaubens- und Gewissensfreiheit des Menschen ein. Staat und Kirche sind zu trennen. Keine Religion darf vom Staat bevorzugt behandelt werden (siehe dazu: Julius Köbner, Das Manifest des freien Urchristentums von 1848).

### Taufe

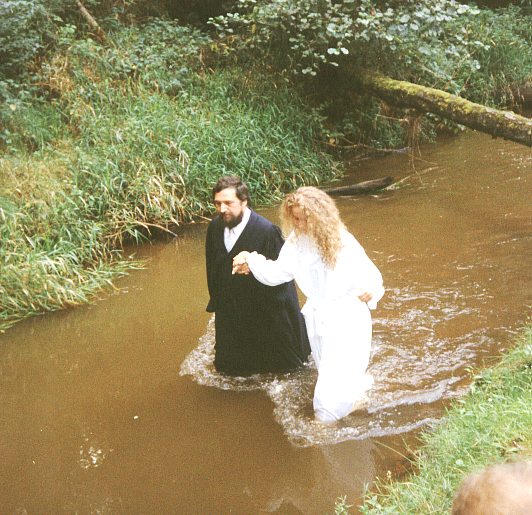
Baptistische Taufe

Die Evangelisch-Freikirchlichen Gemeinden lehnen die Säuglingstaufe ab. Der Beitritt soll auf einer bewussten persönlichen Entscheidung für ein Leben in der Nachfolge Jesu Christi beruhen und deshalb in der Glaubenstaufe seinen Ausdruck finden. Mitglieder von Freikirchen führen diese Entscheidung häufig auf ein so genanntes „Bekehrungs-Erlebnis“ zurück, von dem sie „Zeugnis geben“. Wer Mitglied einer Evangelisch-Freikirchlichen Gemeinde werden möchte, muss in der Regel gläubig getauft sein bzw. sich aufgrund seines Glaubens taufen lassen. Eine empfangene Säuglingstaufe wird nicht als Taufe anerkannt. Einige Evangelisch-Freikirchliche Gemeinden bieten allerdings Ausnahmeregelungen an und gewähren die Möglichkeit einer assoziierten Mitgliedschaft für solche, die sich aus persönlichen Gründen nicht gläubig taufen lassen möchten. Voraussetzung ist allerdings auch hier, dass die Antragsteller die Taufauffassung der Gemeinde teilen.
Ungetaufte Kinder nehmen in Freikirchen am Gemeindeleben teil. Für eine persönliche Gottesbeziehung, die zur Vergebung von Sünde führt, ist jedoch in jedem Fall eine bewusste eigene Entscheidung nötig. Die Taufe der Evangelisch-Freikirchlichen Gemeinden wird von den anderen Kirchen anerkannt.

### Rolle des Pastors/der Pastorin
Einen besonderen Priesterstand, wie ihn etwa die katholische Kirche kennt und in dem der Priester zwischen Gott und Mensch vermittelnd tätig wird, lehnen die Evangelisch-Freikirchlichen Gemeinden ab und vertreten stattdessen ein allgemeines Priestertum der Gläubigen. Pastoren und Pastorinnen sind demnach für die Gemeindearbeit freigestellte Mitglieder, deren Lebensunterhalt von der Gemeinde ganz oder teilweise getragen wird. Gleichwohl nehmen sie in den Gemeinden eine herausragende Rolle ein. Auch die übliche Ordination von Pastoren und Pastorinnen unterstreicht dies. Die theologische Ausbildung erfolgt unter anderem an der Theologischen Hochschule Elstal (Fachhochschule) in Wustermark-Elstal bei Berlin. Manche Evangelisch-Freikirchlichen Gemeinden lehnen aus Prinzip Pastoren ab, zum Beispiel viele Brüdergemeinden, andere haben Pastoren, die ihren Unterhalt ganz oder teilweise durch Arbeit in einem weltlichen Beruf erwirtschaften. Grundsätzlich darf jedes Gemeindemitglied predigen, das Abendmahl austeilen und taufen. Seit 1992 werden Frauen im Bund Evangelisch-Freikirchlicher Gemeinden (BEFG) als Pastorin ordiniert. Einige Gemeinden, zum Beispiel viele Brüdergemeinden, lehnen eine aktive Teilnahme von Frauen weitgehend ab.

### Mission
Da die Evangelisch-Freikirchlichen Gemeinden, wie fast alle großen christlichen Kirchen, die Erlösung des Menschen von Schuld und ein Leben nach dem Tod an den Glauben an Kreuz und Auferstehung Jesu Christi geknüpft verstehen, ist für sie Mission nicht nur biblischer Auftrag, sondern auch moralische Verpflichtung aus der Verantwortung für den Mitmenschen. Evangelistische Großveranstaltungen, Zeltmission und Gästegottesdienste sind in Evangelisch-Freikirchlichen Gemeinden regelmäßiges Angebot für glaubens- und kirchendistanzierte Menschen.

### Theologie und Glaubensbekenntnis
Die Theologie der Evangelisch-Freikirchlichen Gemeinden ist gewöhnlich evangelikal in calvinistischer Tradition, wobei es große Unterschiede zwischen den einzelnen Gemeinden geben kann. Die „Übereinstimmung der Gemeinden im Glauben“ ist in der Rechenschaft vom Glauben, dem derzeit geltenden Glaubensbekenntnis des BEFG (und der Baptisten in Österreich und der deutschsprachigen Schweiz), zusammengefasst.

## Gottesdienst und Praxis

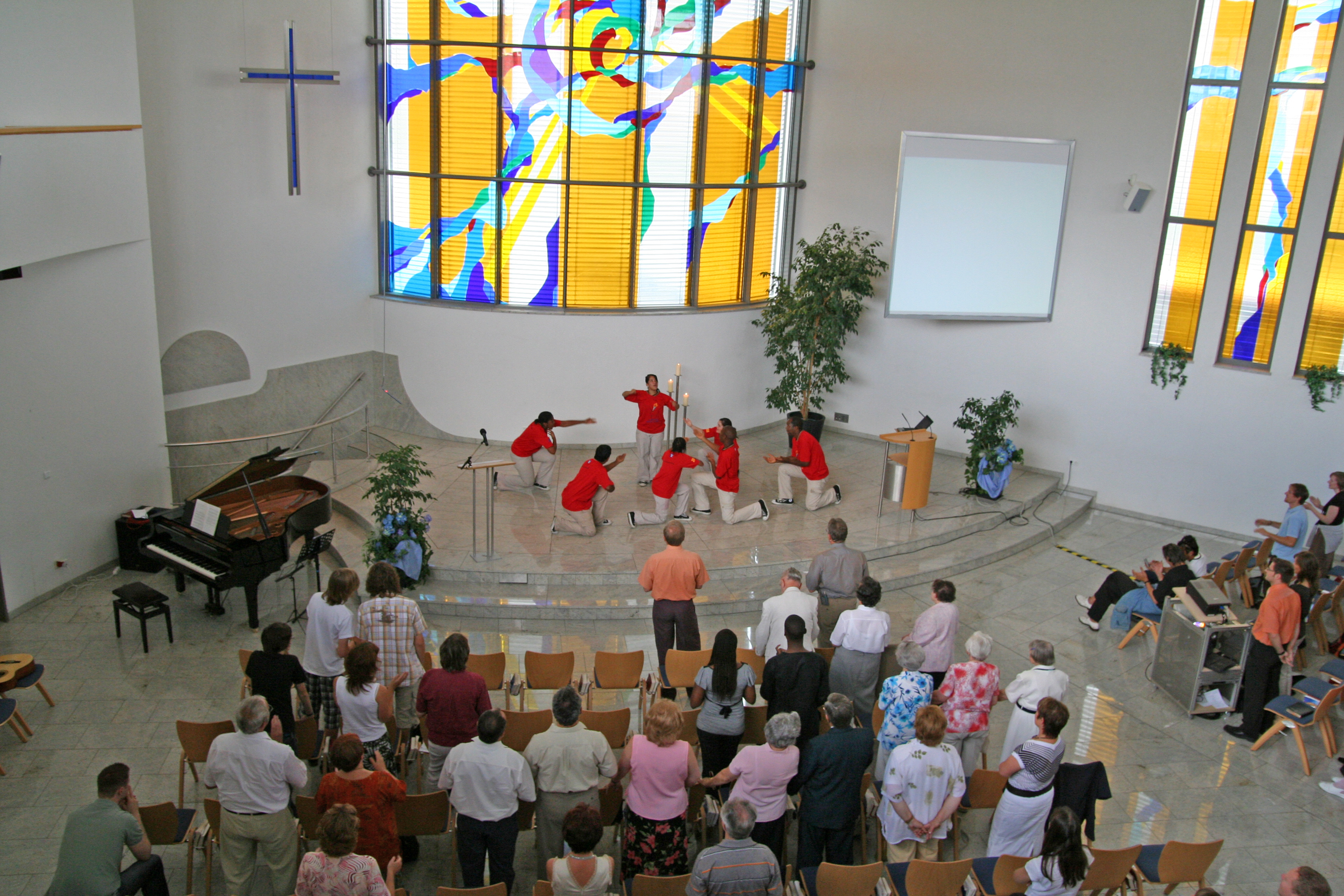
In viele Gottesdienste werden kreative Elemente aufgenommen: Hier eine Tanzaufführung in einer Nürnberger Baptistengemeinde

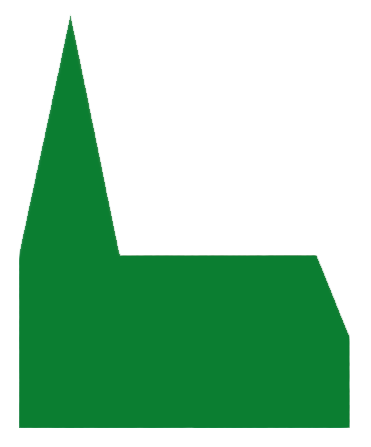
Hinweisschilder für baptistische und andere freikirchliche Gottesdienste zeigen eine grüne Kirche.

Evangelisch-Freikirchliche Gemeinden haben in der Regel keine festgelegte Liturgie. In vielen Gemeinden folgt einer lockeren Begrüßung und einem Informationsteil eine längere Anbetungszeit, die durch Lieder, Lesungen biblischer Texte und frei formulierte Gebete geprägt ist. Musikalisch steht meist nicht die Orgel im Mittelpunkt, sondern eher Rhythmus- und Tasteninstrumente prägen die Liedbegleitung. Auch persönliche Erfahrungsberichte, so genannte Zeugnisse kommen häufig vor. Die meisten Freikirchen besitzen Chöre, Singkreise oder Musikbands, die den sonntäglichen Gottesdienst mitgestalten. Die Predigt steht im Mittelpunkt. Fürbitte und Segnung beschließen den Gottesdienst. In charismatisch geprägten Gemeinden gehören auch Elemente wie Glossolalie (Zungengebet) und Prophetie zum Gottesdienst. Das Abendmahl wird in Evangelisch-Freikirchlichen Gemeinden baptistischer Herkunft in der Regel einmal im Monat gefeiert. Brüdergemeinden halten in der Regel an jedem Sonntag Abendmahl. Es finden allerdings auch häufig Mahlfeiern im häuslichen Kreis statt.
Während öffentliche Hinweisschilder für römisch-katholische Messen eine stilisierte gelbe und für evangelische Gottesdienste eine lila Kirche zeigen, werden freikirchliche (und damit auch evangelisch-freikirchliche) Gottesdienste mit einer grünen Kirche angezeigt. Für 2008 wurde der Gottesdienstbesuch mit 71.840 Teilnehmern pro Sonntag angegeben, hiervon 9.380 in Brüdergemeinden.
Viele Gemeinden praktizieren auch die Krankensalbung nach Jak 5 .
Neben den Sonntagsgottesdiensten trifft sich die Gemeinde zum wöchentlichen Bibelgespräch und zum Gebet in Kleingruppen. Für Kinder gibt es das Angebot der Sonntagsschule bzw. Kinderkirche.
Evangelisch-Freikirchliche Gemeinden sind in der Regel starke soziale Verbände. Über die von den Gemeindemitgliedern erwartete aktive Beteiligung am religiösen Gemeindeleben verstehen sich viele dieser Gemeinden auch als Solidargemeinschaften, die sich am Vorbild der Urgemeinden orientieren, das heißt die Gemeindemitglieder unterstützen sich auch im Lebensalltag.

## Geistliche Gemeinde-Erneuerung (GGE)
Die GGE versteht sich seit ihrer Gründung im Jahr 2003 als eine Initiative im Bund Evangelisch-Freikirchlicher Gemeinden in Deutschland und zielt auf eine Belebung der Gruppen und Gemeinden. Vorläufer der charismatischen Bewegung ist die 1949 gegründete „Ruferarbeit“.

## Organisation

Vollständiges Logo des Bundes (seit 2020)

Ein besonderes Merkmal der Evangelisch-Freikirchlichen Gemeinden ist die weitgehende Autonomie der einzelnen Ortsgemeinde. Die Ortsgemeinden einer Region schließen sich zu Landesverbänden (früher Vereinigungen genannt) zusammen. Diese wiederum arbeiten unter dem Dachverband des „Bundes Evangelisch-Freikirchlicher Gemeinden“. Die jährlichen Ratstagungen der Landesverbände und des Bundes, bei denen die Gemeinden entsprechend ihrer Größe mit Abgeordneten vertreten sind, fassen Beschlüsse, die die überörtliche Arbeit der Gemeinden betreffen. Sie können jedoch in der Regel wiederum nur als Empfehlung an die einzelne Ortsgemeinde weitergegeben werden. Dieses gilt beispielsweise auch für den Beitrag der Gemeinden an den Bund, den sog. Bundesbeitrag, der neben freien Spenden eine ganz wesentliche Finanzierungsgrundlage des BEFG darstellt.

### Sitz und Leitung des Bundes
Der Bund Evangelisch-Freikirchlicher Gemeinden hat seinen Sitz in Bad Homburg vor der Höhe, während sich die zentrale Geschäftsstelle des Bundes Evangelisch-Freikirchlicher Gemeinden in Wustermark-Elstal befindet. Geleitet wird er von einem 13-köpfigen Präsidium, an dessen Spitze seit dem 30. Mai 2025 die Berliner Pastorin Natalie Georgi steht. Generalsekretär ist seit 2013 Pastor Christoph Stiba.

### Archiv
Das Zentrale Oncken-Archiv des Bundes Evangelisch-Freikirchlicher Gemeinden befindet sich auf dem Gelände des Bildungszentrums Elstal in Wustermark.

### Landesverbände

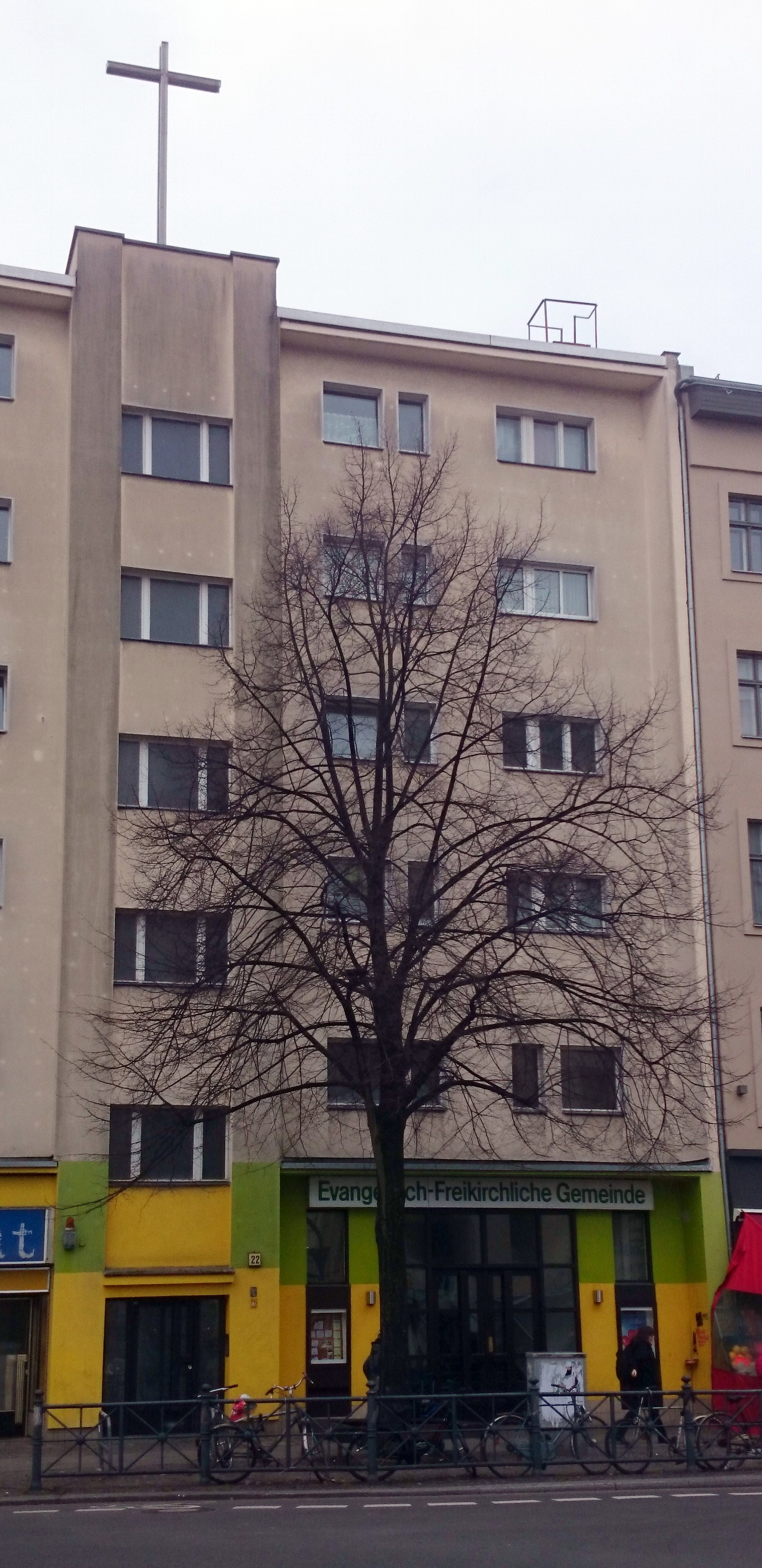
Evangelisch-Freikirchliche Gemeinde in Berlin-Kreuzberg

Der Bund Evangelisch-Freikirchlicher Gemeinden besteht derzeit aus folgenden Landesverbänden:
- Baden-Württemberg: 69 Gemeinden, 11 Zweiggemeinden
- Bayern: 51 Gemeinden, 6 Zweiggemeinden
- Berlin-Brandenburg: 61 Gemeinden, 9 Zweiggemeinden
- Hessen-Siegerland: 57 Gemeinden, 9 Zweiggemeinden
- Mecklenburg-Vorpommern: 22 Gemeinden, 8 Zweiggemeinden
- Niedersachsen-Ostwestfalen-Sachsen-Anhalt (von Niedersachsen nur Südniedersachsen): 86 Gemeinden, 13 Zweiggemeinden
- Norddeutschland (Schleswig-Holstein, Hamburg, nordöstliches Niedersachsen): 56 Gemeinden, 7 Zweiggemeinden
- Nordwestdeutschland (Bremen, nordwestliches Niedersachsen mit Emsland, Ostfriesland und Oldenburg): 45 Gemeinden, 6 Zweiggemeinden
- Nordrhein-Westfalen (ohne Ostwestfalen und Siegerland): 150 Gemeinden, 14 Zweiggemeinden
- Sachsen: 55 Gemeinden, 8 Zweiggemeinden
- Südwest (Rheinland-Pfalz, Saarland): 23 Gemeinden, 6 Zweiggemeinden
- Thüringen: 25 Gemeinden, 6 Zweiggemeinden

### Gemeindejugendwerk
Das Gemeindejugendwerk (GJW) verantwortet die Kinder-, Jungschar-, Teenie- und Jugend- sowie die Pfadfinderarbeit des Bundes Evangelisch-Freikirchlicher Gemeinden in Deutschland K.d.ö.R. Neben der Bundesgeschäftsstelle in Elstal gibt es 12 regionale GJW.

### Brüdergemeinden im BEFG
Brüdergemeinden innerhalb des Bundes gehören in der Regel zum Christusforum Deutschland, einer Arbeitsgemeinschaft der Brüdergemeinden, deren Verwaltungsstelle sich zurzeit in Leipzig befindet. Diese Arbeitsgemeinschaft wird vom Vorstand geleitet. Ihre Arbeitsschwerpunkte sind die Neulandmission, Evangelisation und die Begleitung der hauptamtlichen Gemeindemitarbeiter. Dem Christusforum können auch Brüdergemeinden angehören, die nicht Mitgliedsgemeinden des BEFG sind.

### Elim-Gemeinden im BEFG
Die Elim-Gemeinden gehören bis auf wenige Ausnahmen inzwischen zum Bund Freikirchlicher Pfingstgemeinden.

### Fremdsprachige Versammlungen in Verbindung mit dem BEFG
Die Evangelisch-Freikirchlichen Gemeinden bieten – zum Teil in Zusammenarbeit mit ausländischen Baptistenbünden – fremdsprachigen Mitbürgern Gottesdienste in ihrer Sprache an. Aus diesen Angeboten sind an vielen Orten eigenständige Gemeinden und Zweiggemeinden geworden, die dem BEFG angeschlossen, assoziiert oder auf andere Weise verbunden sind.
| Sprache              | Anzahl der Gemeinden | Orte |
| -------------------- | -------------------- | --- |
| Amharisch            | 3                    | Bochum, Hamburg-Ottensen, Kassel |
| Arabisch             | 4                    | Bremen-Mitte, Düsseldorf, Erlangen, Kassel |
| Chinesisch           | 5                    | Bremen-Mitte, Göttingen, Leipzig, Ilmenau, Kassel |
| Englisch             | 55                   | Baumholder, Berlin, Bielefeld, Bitburg/Metterich, Bochum, Braunschweig-Stadt, Bremen-Mitte, Celle, Darmstadt, Dortmund, Düsseldorf (2), Essen, Esslingen, Frankfurt am Main, Freiburg im Breisgau, Gießen, Göttingen (2), Grafenwöhr / Vilseck, Hamburg (2), Hannover (3), Heidelberg, Heidelberg / Leimen, Herten, Itzehoe, Kaiserslautern, Kitzingen, Köln (2), Landshut, Ludwigshafen, Mannheim, Memmingen, Mönchengladbach, Moorhusen, Mühltal, München, Nürnberg, Oberursel, Oldenburg i.O., Ramstein, Regensburg, Remscheid, Schweinfurt, Stuttgart, Ulm / Neu-Ulm, Vilseck, Weiterstadt, Wiesbaden, Worms, Wuppertal-Elberfeld |
| Englisch-Deutsch     | 3                    | Hamburg, Köln, Kiel |
| Englisch-Französisch | 1                    | München |
| Französisch          | 19                   | Aachen (2), Bad Wildungen, Bochum, Bonn, Düsseldorf, Erlangen, Hamm, Hannover, Heinsberg, Herten, Leverkusen, Ludwigshafen, München, Münster, Oldenburg i.O., Regensburg, Siegburg, Worms |
| Griechisch           | 3                    | Essen-Kettwig, Schwelm, Wuppertal-Wichlinghausen |
| Indonesisch          | 1                    | Berlin |
| Italienisch          | 5                    | Burscheid, Ludwigshafen, Schwenningen, Singen, Wuppertal-Cronenberg, Hilden |
| Koreanisch           | 9                    | Berlin-Schöneberg, Berlin-Tempelhof, Bochum, Frankfurt am Main, Halle, Hamburg (2), Köln-Mülheim, Ludwigshafen, Rostock |
| Lingala              | 1                    | Hannover |
| Persisch             | 8                    | Augsburg, Augustfehn, Berlin-Kreuzberg, Berlin-Schöneberg, Düsseldorf, Erlangen, Hamburg-Altona, Karlsruhe, Marburg, Varel |
| Portugiesisch        | 4                    | Berlin-Schöneberg, Essen, Heidelberg, Schweinfurt |
| Rumänisch            | 4                    | Mannheim, Nürnberg (2), Straubing |
| Russisch             | 32                   | Baienfurt, Bebra, Berlin-Lichterfelde-Ost, Bramsche, Deggendorf, Erkrath-Hochdahl, Esslingen, Gelsenkirchen, Hagen i.W., Hamburg-Bergedorf, Hannover-Süd, Heilsbronn, Herne, Höxter, Hückelhoven-Baal, Jena, Kempten, Kirchheim unter Teck, Memmingen, Moorhusen, Mosbach, Mülheim, Nordhausen, Osnabrück, Osterholz-Scharmbeck, Potsdam, Recklinghausen-Süd, Riedlingen, Schleswig, Solingen, Uetersen, Worms, Regensburg, München, Straubing |
| Serbokroatisch       | 2                    | Frankfurt-Höchst, München |
| Sinti-Gemeinden      | 4                    | Essen-Kettwig, Landau, Minden, Osnabrück |
| Spanisch             | 19                   | Bonn, Bremen-Mitte, Darmstadt, Duisburg-Mitte, Erlangen, Frankfurt-Höchst, Göttingen, Hamburg-Eimsbüttel, Hannover-Linden, Heidelberg, Kassel-Möncheberg, Kelsterbach, Köln, Mannheim, München, Remscheid, Siegen, Stuttgart-Feuerbach, Wetzlar |
| Tagalog              | 1                    | Köln |
| Tamil                | 24                   | Bonn, Bottrop, Bremen-Walle, Erkrath-Hochdahl, Essen-Nord, Gevelsberg, Großröhrsdorf, Gunzenhausen, Hamm, Heilbronn, Hanau, Hannover, Herne / Wanne-Eickel, Kaufbeuren, Krefeld, Mönchengladbach-Rheydt, Mülheim, Nürnberg, Solingen, Stuttgart-Zuffenhausen, Termenken, Viersen-Dülken, Wuppertal-Elberfeld |
| Türkisch             | 4                    | Berlin-Kreuzberg, Essen-Altendorf, Frankfurt-Höchst, Sindelfingen |
| Ungarisch            | 1                    | Singen |
| Vietnamesisch        | 8                    | Frankfurt am Main, Hamburg-Hamm, Ludwigshafen, München-Perlach, Nordhorn, Osnabrück, Wetzlar, Wilhelmshaven |

Quelle: Jahrbuch des Bundes Evangelisch-Freikirchlicher Gemeinden in Deutschland 2008, S. 536ff., sowie nachträgliche Ergänzungen; die hier aufgelisteten Gemeinden stehen zum BEFG in unterschiedlich engen Beziehungen. Es finden sich hier sowohl Mitgliedsgemeinden des BEFG als auch dem BEFG assoziierte Gemeinden. Andere sind Zweiggemeinden oder Hauskreise örtlicher BEFG-Gemeinden. Eine Reihe der oben aufgeführten Gemeinden gehört (auch) der International Baptist Convention oder der Southern Baptist Convention an.

## Mission und Diakonie

Eduard Scheve (2. von links), Begründer der deutschen baptistischen Außenmission und Diakonie

Die Evangelisch-Freikirchliche Außenmission arbeitet in Afrika (Kamerun, Sierra Leone, Äquatorial-Afrika, Südafrika, Malawi und in Mosambik) und in Südamerika (Argentinien, Brasilien und Peru). Die so genannte Heimatmission betreibt eine Zeltmission, führt besondere missionarische Aktionen durch, schult ehren- und hauptamtliche Mitarbeiter und hilft bei Gemeindegründungen.
Im Bund Evangelisch-Freikirchlicher Gemeinden existieren viele große und kleine Diakoniewerke, die in allen Segmenten sozialer Arbeit tätig sind. Während in der Anfangsphase des deutschen Baptismus die diakonische Arbeit ausschließlich von den örtlichen Gemeinden verantwortet wurde, entwickelte sich in der zweiten Generation eine Reihe von Initiativen, die schließlich zur Gründung von diakonischen Werken führten und gleichzeitig vor allem Frauen die Gelegenheit boten, als Diakonisse ein eigenständiges berufliches Engagement zu entwickeln. Als einer der bedeutendsten Väter der baptistischen Diakonie gilt der Prediger Eduard Scheve, der auch die Außenmission des BEFG begründete. Heute gehören insgesamt 32 größere und kleinere diakonische Werke mit insgesamt 6500 Mitarbeitern zum evangelisch-freikirchlichen Gemeindebund. Sie betreuen unter anderem rund 2800 Seniorenheim- sowie 3500 Krankenhausplätze. Mit diakonischen Einrichtungen anderer Freikirchen sind sie im Verband freikirchlicher Diakoniewerke zusammengeschlossen.
Größere diakonische Werke innerhalb des BEFG sind:
- Albertinen-Diakoniewerk in Hamburg[17]
- Diakoniewerk Bethel in Baden-Württemberg, Bayern, Berlin und Nordrhein-Westfalen[18]
- Diakoniewerk Tabea in Hamburg[19]
- Immanuel Diakonie in Berlin, Brandenburg, Mecklenburg-Vorpommern, Thüringen und Hessen[20]

Weitere diakonische Einrichtungen in Auswahl:
- „Allein mit Kind“ – Initiative für Einelternfamilien e. V. in Fulda
- Diakoniewerk Pilgerheim Weltersbach in Leichlingen (Rheinland)

## Ökumene

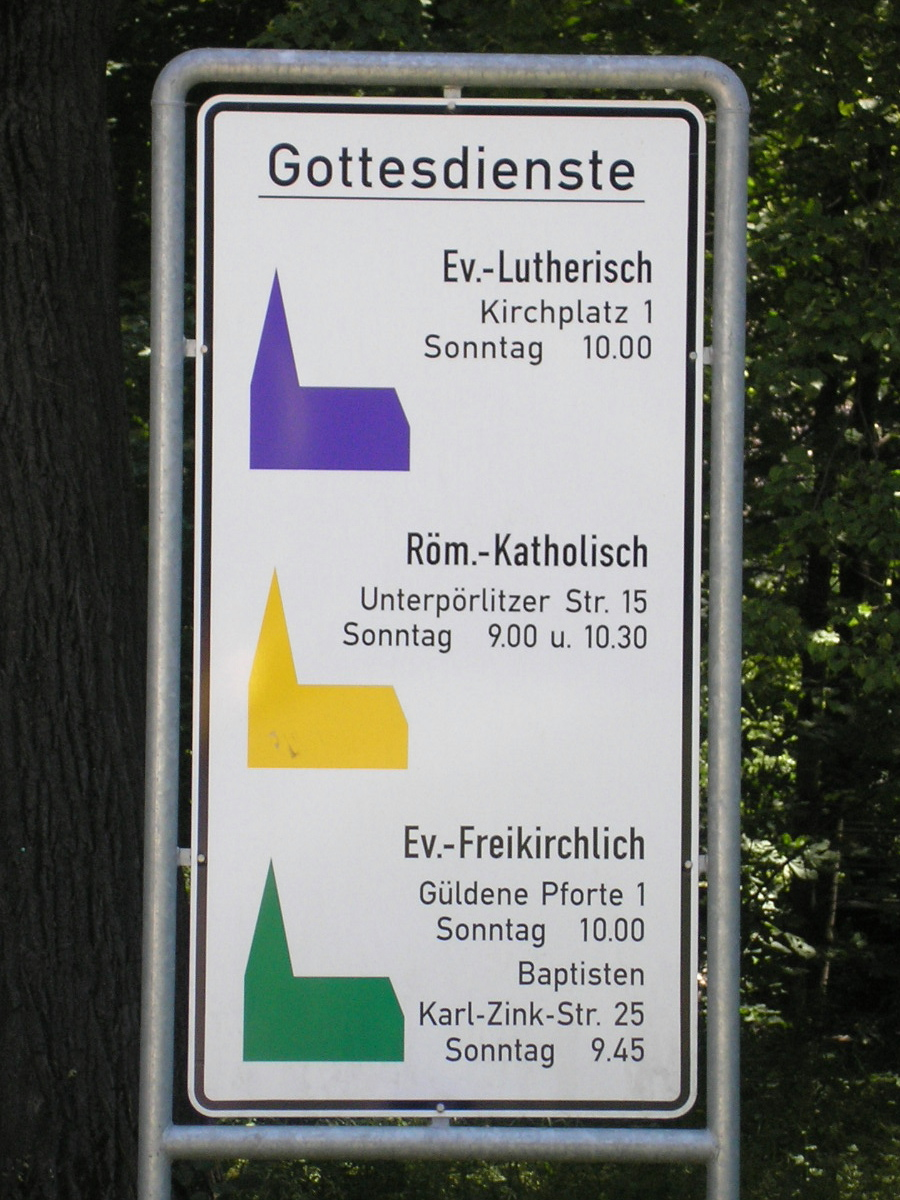
Ausdruck gelebter Ökumene sind in vielen Orten gemeinsame Gottesdienst-Hinweisschilder

Der Bund Evangelisch-Freikirchlicher Gemeinden in Deutschland (BEFG) wird zu den evangelischen Freikirchen gezählt. Er gehört jeweils als Gründungsmitglied zur Arbeitsgemeinschaft Christlicher Kirchen in Deutschland (ACK) und zur Vereinigung Evangelischer Freikirchen (VEF). Beziehungen bestehen auch zur Evangelischen Allianz. Der BEFG engagiert sich auf verschiedenen Ebenen in der ökumenischen Arbeit. So ist er Mitglied der Konferenz Europäischer Kirchen (KEK). Im Rahmen der Europäisch-Baptistischen Föderation / European Baptist Federation (EBF) ist der BEFG an Lehrgesprächen mit der Gemeinschaft Evangelischer Kirchen in Europa (GEKE) beteiligt. Eine Mitgliedschaft im Ökumenischen Rat der Kirchen (ÖRK) besteht jedoch nicht.
Der Bund Evangelisch-Freikirchlicher Gemeinden in Deutschland ist Mitglied im Deutschen Komitee des Weltgebetstags.
Auch die meisten Einzelgemeinden sind ökumenisch aktiv. Eine Ausnahme bilden in dieser Hinsicht vor allem die Brüdergemeinden, die der Ökumene im Allgemeinen kritisch gegenüberstehen.
Seit 1976 verwenden der Bund Evangelisch-Freikirchlicher Gemeinden und der Bund Freier evangelischer Gemeinden gemeinsame Gesangbücher.
Ferner ist der BEFG Mitglied der EBF sowie des Baptistischen Weltbundes / Baptist World Alliance (BWA).
Im Mai 2009 wurde ein von einer „Bayerischen Lutherisch-Baptistischen Arbeitsgruppe“ (BALUBAG) erarbeitetes Konvergenzdokument Voneinander lernen – miteinander glauben: „Ein Herr, ein Glaube, eine Taufe“ (Eph 4,5) vorgelegt, das im Benehmen mit der EKD, der VELKD und dem BEFG erstellt wurde. Die Kernthese besteht in der Empfehlung: „Daher empfehlen wir unseren Kirchen die Aufnahme von Kanzel- und Abendmahlsgemeinschaft.“
Das Papier wurde vom Präsidium des BEFG „mit großem Interesse“ entgegengenommen und „zur vorbehaltlosen Lektüre“ innerhalb des Bundes empfohlen. Auf dem Bundesrat 2009 des BEFG wurde das Dokument kontrovers diskutiert und ebenfalls eine vorbehaltlose Lektüre empfohlen.

## Gemeindegründerpreis
Seit 2018 verleiht der Bund einen Gemeindegründerpreis, die finanziell nicht dotierte Auszeichnung „Ecclesiopreneur des Jahres“ (eine Wortschöpfung aus Ecclesia (Kirche) und Entrepreneur (unternehmerischer Gründer)). Dabei wird eine schwarze Holzkugel überreicht, die symbolisch für Gründer stehe, „die den Ball ins Rollen bringen“.

### Allgemein
- Günter Balders: Der Bund Evangelisch-Freikirchlicher Gemeinden in Deutschland (Baptisten). In: Hans-Beat Motel (Hrsg.): Glieder an einem Leib – Freikirchen in Selbstdarstellung. Stuttgart 1975, ISBN 3-7673-6520-0, S. 95–133.
- Günter Balders (Hrsg.): Ein Herr – ein Glaube – eine Taufe – 150 Jahre Baptistengemeinden in Deutschland. Wuppertal/Kassel 1985, ISBN 3-7893-7883-6.
- Frank Fornaçon: Offene Türen. Eine Evangelisch-Freikirchliche Gemeinde stellt sich vor. Kassel 2004.
- Bibliographie (seit Jg. 1992) jährlich in: Freikirchenforschung, hrsg. vom Verein für Freikirchenforschung, aktuell: Nr. 14 (2004) = ISBN 3-934109-06-3, Nr. 15 (2005/06) [Doppelnummer], ISBN 3-934109-07-1 [Beispiel: der Jahrgang 2004 enthält die Bibliographie für das Jahr 2003, inklusive Nachträgen aus den Vorjahren. Entsprechend bei den anderen Jahrgängen].
- Die Gemeinde. Glauben. Gemeinsam. Gestalten (entspricht funktional einer „Kirchenzeitung“) [ohne ISSN, ZDB-ID 1157992-4] (bis Nr. 11/2008: Die Gemeinde. Das Magazin des Bundes Evangelisch-Freikirchlicher Gemeinden).

### Spezielles
- Rudolf Donat: Das wachsende Werk – Ausbreitung der deutschen Baptistengemeinden durch 60 Jahre (1849–1909). Kassel 1960.
- Rudolf Donat: Wie das Werk begann – Entstehung der deutschen Baptistengemeinden. Kassel 1958.
- Andrea Strübind: Baptisten, Baptistengemeinden in Deutschland seit 1945. In: KZG 13, 2000, S. 391–413.
- Emanuel Brandt, Klaus Rösler: Weiter Bundesmissionshaus statt Geschäftsstelle. Der Präsident unseres Bundes Emanuel Brandt im Gespräch. In: Die Gemeinde. Das Magazin des Bundes Evangelisch-Freikirchlicher Gemeinden, Nr. 27 vom 2. Dezember 2007, S. 6–9.
- Julia Grundmann: Verborgene Schätze heben. Emanuel Brandt: Der neue Präsident unseres Bundes. In: Die Gemeinde. Das Magazin des Bundes Evangelisch-Freikirchlicher Gemeinden, Nr. 12 vom 27. Mai 2007, S. 27.
- Andreas Liese: Weder Baptisten noch Brüder. Die Entstehung des Bundes Evangelisch-Freikirchlicher Gemeinden. In: Freikirchenforschung 18 (2009), S. 102–129.
- Klaus Rösler: Unser Bundesmissionsbeitrag. Warum ein Beitrag, der zur Zahlung „empfohlen“ wird, wichtig für alle Gemeinden ist. In: Die Gemeinde. Das Magazin des Bundes Evangelisch-Freikirchlicher Gemeinden, Nr. 25 vom 11. November 2007, S. 15.
- Joachim Zeiger: Mitarbeit aller Generationen. Hauptberufliche Mitarbeiter in der Arbeitsgemeinschaft der Brüdergemeinden. In: Die Gemeinde. Das Magazin des Bundes Evangelisch-Freikirchlicher Gemeinden, Nr. 4 vom 18. Februar 2007, S. 8–9.